# أمين أحمد
أمين أحمد (10 مارس 1996 في بلغاريا - ) هو لاعب كرة قدم بلغاري في مركز الوسط. شارك مع منتخب بلغاريا تحت 21 سنة لكرة القدم. أما مع النوادي، فقد لعب مع نادي بيروي ستارا زاغورا.

## وصلات خارجية
- أمين أحمد على موقع قاعدة بيانات كرة القدم.إي يو (الإنجليزية)
- أمين أحمد على موقع Soccerway.com (الإنجليزية)